# Peujard
Peujard is een gemeente in het Franse departement Gironde (regio Nouvelle-Aquitaine). De plaats maakt deel uit van het arrondissement Blaye. Peujard telde op 1 januari 2022 2.191 inwoners.

## Geografie
De oppervlakte van Peujard bedroeg op 1 januari 2022 10,98 vierkante kilometer; de bevolkingsdichtheid was toen 199,5 inwoners per km².

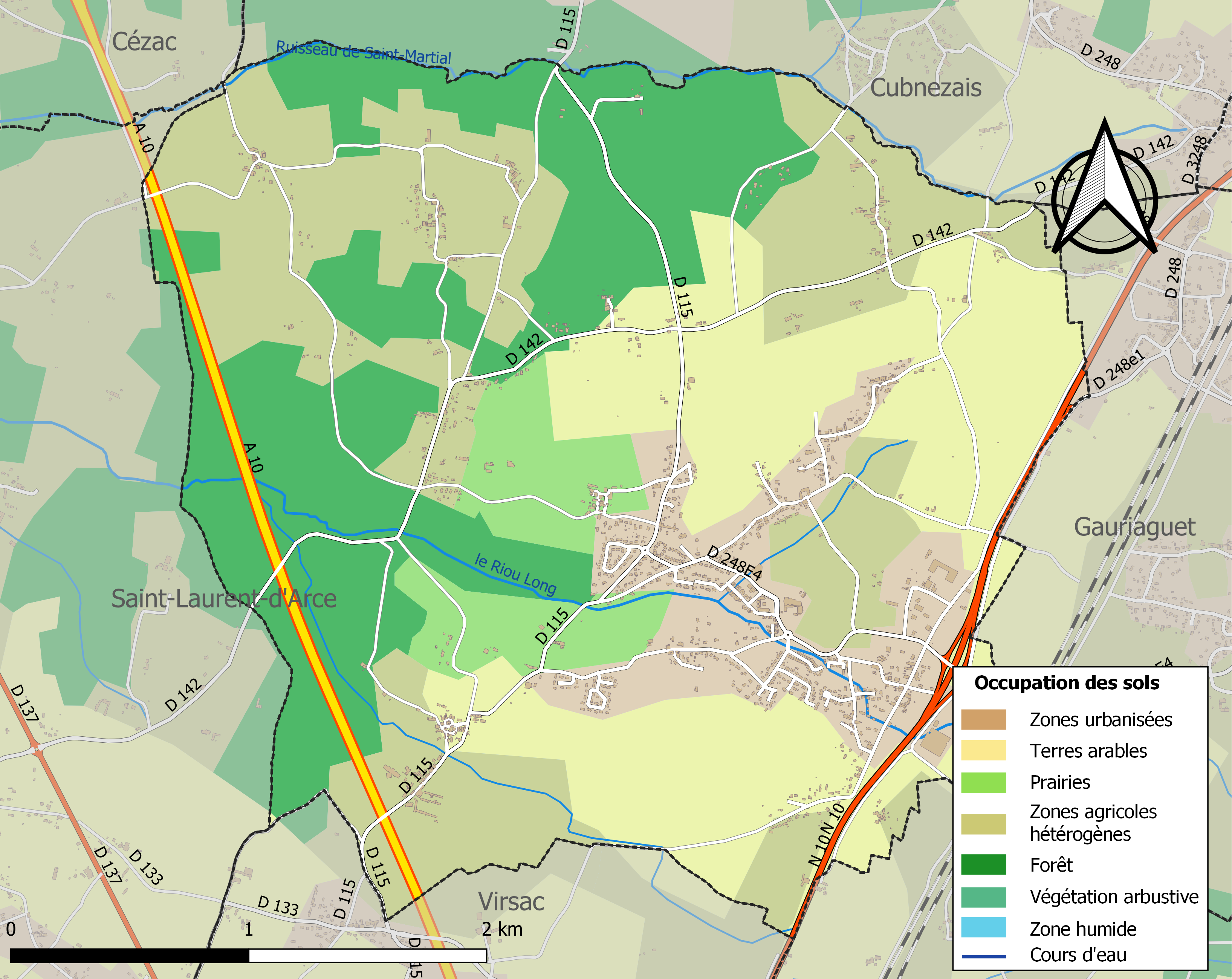
Kaart van de gemeente met belangrijkste infrastructuur, bodemgebruik en omliggende gemeenten

## Demografie
Onderstaande figuur toont het verloop van het inwonertal (bron: INSEE-tellingen).